# Giuseppe Maria Velzi

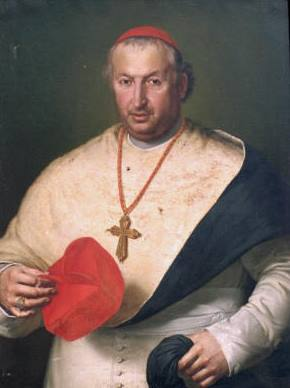
Giuseppe Maria Kardinal Velzi (Gemälde 19. Jh.)

Giuseppe Maria Velzi OP (ursprünglich Giuseppe Carlo Filippo Velzi; * 8. März 1767 in Como; † 23. November 1836 in Montefiascone) war ein italienischer Dominikaner, Bischof und Kardinal.

## Leben
Er entstammte einer wohlhabenden Familie. Das Sakrament der Firmung empfing er am 25. Mai 1776. Bei seinem Eintritt in den Predigerorden im römischen Konvent Santa Maria sopra Minerva erhielt er im Dezember 1782 den Ordensnamen Giuseppe Maria. Nach Studien in den Dominikanerhäusern von Perugia, Viterbo, Lucca und Santa Maria sopra Minerva in Rom erwarb er am 1. Februar 1810 den akademischen Grad eines Magisters der Theologie.
Vermutlich 1789 empfing Giuseppe Maria Velzi die Priesterweihe. Im Jahr 1805 begegnet er als Prior des Konvents von La Quercia in Viterbo und von S. Maria sopra Minerva. Als 1809 von den Franzosen die Orden aufgehoben wurden, floh er 1810 nach Como. Er begleitete den Bischof von Como, Carlo Rovelli, 1811 auf dessen Reise nach Paris zu einer Bischofssynode. 1812 wurde er zum Rektor des Priesterseminars von Como bestellt. Nachdem Bischof Rovelli 1819 gestorben war, kehrte Giuseppe Maria Velzi zu seinem Orden zurück und ließ sich in Perugia nieder. 1822 wurde er Generalprokurator des Dominikanerordens. Er war von 1822 bis 1826 Professor für Dogmatik an der Universität La Sapienza. Im Mai 1822 wurde er zudem Konsultor der Indexkongregation. Papst Leo XII. bestellte ihn im Oktober 1823 zum Generalvikar der Dominikaner, dieses Amt bekleidete er bis 1828. Daneben war er von 1823 bis 1824 Visitator der Dominikanerkonvente im Königreich beider Sizilien, 1825 visitierte er die Konvente im Piemont. Im September 1826 berief der Papst ihn zum magister sacri palatii, zum Korrektor der orientalischen Bücher und zum Assessor der Indexkongregation.
Papst Gregor XVI. erhob ihn im Konsistorium vom 2. Juli 1832 zum Kardinal. Den roten Hut erhielt Giuseppe Maria Velzi am 5. Juli desselben Jahres, und am 17. Dezember 1832 wurde ihm als Kardinalpriester die Titelkirche Santa Maria sopra Minerva zugewiesen.
Am 2. Juli 1832 wurde Giuseppe Maria Velzi zum Bischof von Montefiascone und Corneto ernannt. Die Bischofsweihe spendete ihm am 15. Juli 1832 in Santa Maria sopra Minerva der Kardinalbischof von Ostia e Velletri und Kardinaldekan Bartolomeo Pacca; Mitkonsekratoren waren Giuseppe Della Porta Rodiani, Lateinischer Patriarch von Konstantinopel und Vizegerent von Rom, sowie Lorenzo Girolamo Mattei, Lateinischer Patriarch von Antiochia.
Giuseppe Maria Velzi starb an seinem Bischofssitz in Montefiascone und wurde in der Kirche Santa Maria della Quercia in Viterbo beigesetzt.